# 立川流 (密教)
立川流（たちかわりゅう）は、蓮念（仁寛、?–1114年）と見蓮によって創始され、平安時代末期から江戸時代中期にかけて存在した日本密教の真言宗の法流。真言立川流（しんごんたちかわりゅう）とも。真言宗醍醐派三宝院の流れを汲む。
近年恵海『破邪顕正集』（弘安4年（1281年））や宥快『宝鏡鈔』（天授元年/永和元年（1375年））などの影響によって、性的儀式を信奉する名称不明の密教集団（「彼の法」集団）と混同されるようになり、風評被害を受けたという学説がある。立川流は真言宗内では大きな勢力を持つことはなく、江戸時代中期に消滅した。

## 概要
密教には、血脈（けちみゃく）といって、師弟関係の歴史を記録した系図がある。立川流の血脈は大日如来・金剛菩薩に始まり、弘法大師空海を経て、真雅・源仁・聖宝（醍醐寺の開基）・観賢・淳祐・元杲・仁海・覚源・定賢・勝覚、そして「蓮念」という人物に続く。この蓮念は、仁寛（?–1114年）が伊豆国に流罪になった後に改名した人物と一般に言われる。蓮念までは、真言宗醍醐派三宝院の正統な血脈に属するもので、蓮念によって新たな法流が創始されたと見なすことができる。その弟子が見蓮という僧で、この人物の詳細は不明だが、柴田賢龍によれば、当時天台宗だった久能寺（後の臨済宗鉄舟寺（静岡県静岡市清水区））の僧であり、宰相入道観蓮（公卿藤原教長（1109–?））とも親しかった可能性もあるのではないかという。本物の立川流は、その血脈に必ず蓮念と見蓮を含むため、これによって俗に言う立川流（「彼の法」集団）と区別することが出来るという説がある。
「立川流」という名称は、少なくとも建暦元年（1211年）8月25日写の金沢文庫所蔵「水丁秘口」まで用例を遡ることができる。また、剱阿（1261–1338年）自筆の仁寛血脈に、「武蔵国立川蓮念」と書かれていることから、立川流の「立川」とは、武蔵国立川（東京都立川市）という地名に由来するのではないかと考えられる。
真言立川流の血脈に連なる著名な僧としては、文永4年（1267年）に金沢流北条氏の菩提寺である横浜市称名寺（金沢文庫）の開山となった審海や、新義真言宗を立てた頼瑜（1226–1304年）などがいる。
しかし、「俗に言う立川流」＝「彼の法」集団との係わりで最も著名な僧は心定（1215–?）である。立川流の心定は『受法用心集』（文永5年（1268年））の中で、荼枳尼天を祀り髑髏本尊という性的儀式を信仰する名称不明の密教の一派（「彼の法」集団）を「邪行」と批難した。ただし心定の『受法用心集』には勿論「彼の法」集団や名称不明の密教の一派という名称が出ているわけではなく、またそれらを批難しているとは読めない点、心定自身が立川流の聖教を理趣経や瑜祇経の創作としている点(心定 2023, p. 303)、心定がそもそも立川流の僧侶であったのかという点、さらに典拠となる『受法用心集』が書写された年代により文の加筆などがある点も合わせて精査が必要である。
立川流は『受法用心集』に付言した恵海『破邪顕正集』（弘安4年（1281年））や宥快『宝鏡鈔』（天授元年/永和元年（1375年））などで髑髏本尊を祀る邪道法流だったかのような印象操作が行われて風評被害を受け、また、後醍醐天皇の側近の文観も立川流の一人と誤認されるようになったという学説が近年存在する（詳細は「彼の法」集団#歴史）。
『宝鏡鈔』によって邪教との汚名を被った後は衰退し、江戸時代中期に消滅した。
2000年代に、ドイツの日本学者シュテファン・ケック(Stefan Köck)らによって本格的な史料批判が始まり、真言立川流・「彼の法」集団（髑髏本尊を祀る教団）・文観派の三者はそれぞれに全く関係がない集団であると彌永は主張している。「彼の法」集団（俗に言う立川流）についてではない、本来の意味での立川流に関する研究は醍醐寺の学僧の柴田賢龍らによって初めて為された。